# Астраханський ВТТ
Астраханський ВТТ (рос. АСТРАХАНСКИЙ ИТЛ, Астраханлаг) — структурна одиниця системи виправно-трудових таборів Народного комісаріату внутрішніх справ СРСР (ГУЛАГ НКВС).

Час існування: організований 17.04.40 (перейменований з Прорвінського ВТТ), начальник старший лейтенант ДБ Носов В. І. ;

закритий 09.02.50 : Управління Астраханського ВТТ злито з ОИТК УМВС по Астраханській обл. і реорганізовано в УИТЛК УМВС по Астраханській обл.
Дислокація: Сталінградська обл., м. Астрахань з 17.04.40 по 09.42;

з 03.43 по 09.02.50;

Казахська РСР, Гур'ївська обл., м. Гур'єв з 09.42 по 03.43.

## Виконувані роботи
- рибна ловля,
- комплектування робочою силою будівництва нафтопроводу Баку-Гур'єв-Кандагач (1942).